# Gertrud Leistikow

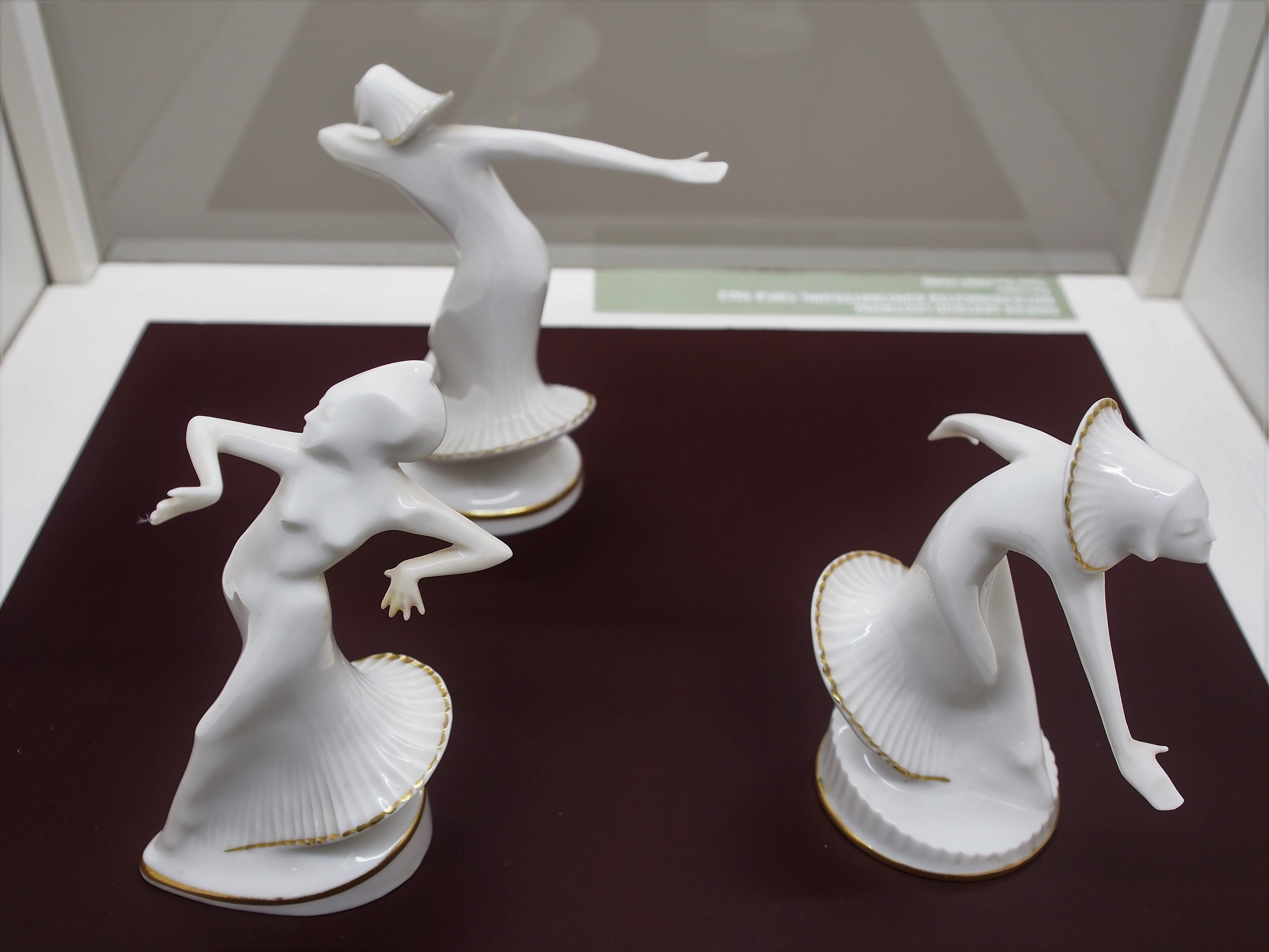
Porslinsfiguriner som visar Gertrud Leistikows dans, Museum Het Schip, Amsterdam.

Gertrud Louise Leistikow, född 12 september 1885 i Bückeburg, Schaumburg-Lippe, död 23 november 1948 i Amsterdam, var en tysk dansare och koreograf. Hon var en tidig föregångare inom expressionistisk fridans och har ofta associerats med avklädd, provocerande och grotesk dans.

## Biografi
Gertrud Leistikow var dotter till militärläkaren Albert Leistikow (1847–1910) och Erna Rickert (1862–1946). Hon gick på flickskola i Metz och Spa i Belgien och studerade vid akademin för tillämpad konst i Dresden, där hon 1904 inspirerades då hon såg ett framträdande av tonsättaren och musikpedagogen Émile Jaques-Dalcroze. Hon undervisades också i sång enligt Delsarte-systemet av Hedwig Kallmeyer i Berlin. 
Leistikow började dansa mellan 1906 och 1910. Teckningar från 1911 av Dora Brandenburg-Polster visar henne dansa. 
År 1914 drog Leistikows soloframträdanden publik i Sankt Petersburg, Moskva, Lausanne, Utrecht och Sarajevo. Sommaren samma år anslöt hon sig till Rudolf von Labans dansgrupp i Ascona där hon vid sidan av Mary Wigman hade ledande roller i Labans dansdrama "triumph of the victim" av Hans Brandenburg. År 1916 var Leistikow den ledande dansaren i en föreställning som turnerade genom Tyskland och Nederländerna. 
Hon var först gift med en tysk ingenjör men efter giftermål 1921 med en holländsk man bosatte hon sig i Holland och skapade tre dansskolor, i Amsterdam, Haag och Rotterdam. År 1931 startade hon Rotterdam School of Dance tillsammans med den yngre holländska dansläraren Corrie Hartong. De var dock inte eniga om inriktningen och efter tre år lämnade Leistikow skolan.
Trots avskedsföreställningar i Holland åren 1929, 1930 och 1937, höll hon senare föreställningar som turnerade i Nederländska Ostindien mellan 1938 och 1939. 
Vid utbrottet av andra världskriget återvände hon till Nederländerna och öppnade en ny dansskola. Hon distanserade sig vid denna tid tydligt från dåtidens holländska nazi-vänliga danskultur.
Gertrud Leistikow dansade med ett uttryckslöst ansikte, ofta dolde hon ansiktet bakom scarf, slöjor eller masker för att åskådarnas uppmärksamhet skulle riktas mot den övriga kroppen. Det finns teckningar och fotografier som visar Leistikow naken, men med ansiktet täckt. Avkläddhet var inte ett ovanligt uttrycksmedel i expressionistisk fridans under 1900-talets första decennier.
Leistikow dog den 23 november 1948. Hon har blivit en förebild för många nutida unga dansare i Holland för den moderna dansen som konstform och hon anses vara en av grundarna av modern dansutbildning.